# Reggie Perry
Reginald Jordan Perry, né le 21 mars 2000 à Flowood dans l'État de Géorgie, est un joueur américain de basket-ball évoluant aux postes d'ailier fort et pivot. Il mesure 2,03 m.

## Biographie
Lors de la draft 2020, il est sélectionné en 57e position par les Clippers de Los Angeles puis envoyé aux Nets de Brooklyn.

## Palmarès

### Universitaire
- SEC Co-Player of the Year – AP (2020)
- First-team All-SEC (2020)
- SEC All-Freshman Team (2019)

### En sélection
- Champion du monde U19 en 2019
- MVP du championnat du monde U19 en 2019